# Sveti Andrija (Svetac)
Sveti Andrija (ča nyelvjárásban „Štondrija”) település Horvátországban, Split-Dalmácia megyében, Svetac szigetén. Közigazgatásilag Komižához tartozik.

## Fekvése
Splittől légvonalban 77 km-re délnyugatra, Komiža városától légvonalban 27 km-re nyugatra, Svetac szigetének délkeleti, Slatina nevű öblében fekszik. A sziget Sveti Andrijaként ugyancsak ismert. A délkelet-északnyugati irányban elnyúló sziget egy tengeralatti hátság kiemelkedő része. Partjai meredeken állnak ki a vízből, egyetlen hozzáférhető öble a Slatina, ahol a település házai állnak. A sziget legmagasabb pontja a 316 méteres Kosa.

## Története
Svetac szigete már az ókorban is lakott volt, ezt bizonyítják a Povlova bukánál előkerült leletek, valamint a sziget keleti magaslatán található illír várrom. A hagyomány úgy tartja, hogy amikor a híres illír királyné, Teuta trónjáról lemondott, ide, Svetac szigetére menekült és itt építette fel várát. Ókori történetéről nem sokat tudunk, valószínűleg a görögök és a rómaiak is ismerték, de számottevő települést nem hoztak itt létre. A római korban csak egy sajátságosan kialakított horgonyzóhely volt itt, mely arra enged következtetni, hogy volt némi lakossága. A 6. században a Bizánci Birodalom fennhatósága alá tartozott. I. Justinianus bizánci császár ide is erődöt építtetett. Amíg a szárazföldi területek a 6. és 7. században az avar és szláv hódítók uralma alá kerültek, a szigetek, így Svcetac is a menekültek révén tovább őrizték a római kultúrát. 850. körül épült fel itt a bencések temploma és kolostora, melynek romjai még ma is látszanak. A romok között megtalálható az egykori ciszterna, a szerzetesi cellák alapfalai, valamint egy kézi munkával kialakított teraszos terület, ahol még mindig találhatók gabonahajtások. A kolostort 13. század második felében az atyáknak a megújuló kalóztámadások miatt el kellett hagyniuk és a komižai Szent Miklós kolostorba települtek át. A sziget a Velencei Köztársaság uralma alá tartozott. Lakossága szőlőtermesztéssel és a halászattal foglalkozott. Az utolsó évszázadokban a sziget a Zanchi család birtoka volt.
A velencei uralomnak 1797-ben vége szakadt és osztrák csapatok vonultak be Dalmáciába. 1805-ben a sziget az osztrákokat legyőző franciák uralma alá került, de 1811-ben a tengeri fölényben levő angolok elvették a franciáktól. Napóleon végső veresége után újra az osztrákoké lett. A településnek 1880-ban 17, 1910-ben 34 lakosa volt. 1918-ban elfoglalták az olasz csapatok, az olasz  uralom 1921-ig tartott. Ezután az új szerb-horvát-szlovén állam, majd később Jugoszlávia része lett. Bár a sziget eléggé izoláltan fekszik az Adriai-tengerben a második világháború idején mégis hullottak rá bombák. Az olasz kapituláció után 1943-ban két olasz hajó tartott a déli horvát partoktól Bari kikötője felé. A hajók a partizánok támadásától tartva igyekeztek távol haladni a szárazföldi területektől, majd úgy döntöttek, hogy kikötnek a szigeten, mely távol feküdt a háborús eseményektől és bőven volt ivóvíz is rajta. Itt várták, hogy a szövetségesek elfoglalják Barit, de egy német felderítő repülőgép észrevette őket. A gép rögtön riadóztatta a német bombázókat, melyek megtámadták a hajókat. A hajókban nem esett kár, de egy bomba lerombolta a sziget egyik házát. Az olaszok szerencséjére ezután már nem támadták őket és két hét múlva befutottak Bari kikötőjébe. A sziget háború után a szocialista Jugoszláviához került. Ezután azonban nagy kivándorlási hullám indult meg Észak-Amerika és Ausztrália felé, a lakosság száma töredékére esett vissza. 1991-től a független Horvátország része. 1993-ban újra megalakult az önálló Komiža község, melynek Sveti Andrija is a része lett. 2011-ben a szigetnek már nem volt állandó lakossága.

## Népesség
| Lakosság változása | Lakosság változása | Lakosság változása | Lakosság változása | Lakosság változása | Lakosság változása | Lakosság változása | Lakosság változása | Lakosság változása | Lakosság változása | Lakosság változása | Lakosság változása | Lakosság változása | Lakosság változása | Lakosság változása | Lakosság változása |
| ------------------ | ------------------ | ------------------ | ------------------ | ------------------ | ------------------ | ------------------ | ------------------ | ------------------ | ------------------ | ------------------ | ------------------ | ------------------ | ------------------ | ------------------ | ------------------ |
| 1857               | 1869               | 1880               | 1890               | 1900               | 1910               | 1921               | 1931               | 1948               | 1953               | 1961               | 1971               | 1981               | 1991               | 2001               | 2011               |
| 0                  | 0                  | 17                 | 18                 | 30                 | 34                 | 34                 | 58                 | 56                 | 64                 | 48                 | 10                 | 1                  | 2                  | 1                  | 0                  |

(1857-ben és 1869-ben lakosságát Komižához számították, 2011-ben pedig nem volt állandó lakossága.)

## Nevezetességei
- A sziget legrégibb romja a 221 méter magas keleti hegycsúcson található illír várrom, melyet Teuta várának neveznek.
- A bencés kolostora romjai között megtalálható az egykori ciszterna és az egykori szerzetesi cellák alapfalai.

## Gazdaság
A sziget lakói hagyományosan szőlőtermesztésből és halászatból, valamint fakitermelésből és értékesítésből éltek. Az egykor erdős szigeten ma már nincsenek erdők. Az itt kitermelt fát főként hajóépítéshez használták fel.